# Гузмания
Шаблон:Таксон
Гузмания (Guzmania) е род тропически растения от семейство Бромелиеви (Bromeliaceae), подсемейство Tillandsioideae. Родът включва над 120 вида, разпространени предимно в Централна Америка, Южна Америка и Карибите. Представителите му се отличават с розетки от дълги листа и ярко оцветени прицветници. Много видове се отглеждат като декоративни стайни растения.

## Етимология
Името Guzmania е дадено в чест на испанския фармацевт и природоизследовател Анастасио Гусман, изследвал флората на Южна Америка през XVIII век.

## Разпространение
Видовете гузмания се срещат в тропическите региони на Централна и Южна Америка, включително Колумбия, Еквадор, Венецуела и Бразилия. Растенията обикновено се срещат като епифити, растящи по дървета в дъждовни гори, но някои видове могат да бъдат и наземни.

## Морфология
Гузманията е вечнозелено растение с розетка от дълги, тесни, лентовидни листа. Централният цветонос носи ярко оцветени прицветници в червено, жълто, оранжево или розово. Същинските цветчета са дребни и по-невзрачни. След прецъфтяване главното растение загива, но оставя нови розетки около основата си.

## Видове
Сред най-популярните видове са:
- Guzmania lingulata – най-разпространеният декоративен вид
- Guzmania monostachia – с ивичести листа и бяло-червени прицветници
- Guzmania conifera – със съцветие, наподобяващо шишарка
- Guzmania musaica – с мозайкоподобни шарки по листата

## Отглеждане
Гузманията е популярно стайно растение. Предпочита:
- Светлина: Ярка, но непряка светлина
- Температура: 18–26°C
- Поливане: В розетката с чиста вода; почвата леко влажна
- Влажност: Висока; препоръчва се пулверизиране

Размножава се чрез млади розетки (отводки), които се появяват след прецъфтяването на майчиното растение.

## Екологично значение
Като епифити, гузманиите задържат вода в листните си розетки, което създава микросреда за малки животни като насекоми и жаби. Това ги прави важни за биоразнообразието на тропическите гори.

## Културно значение
В интериорния дизайн гузманията се използва като акцент с тропически характер. Според Florans.eu – бутик за цветя в София, гузманията е често предпочитано растение за подарък поради дълготрайността и ефектния ѝ външен вид.